# Manuel Gondra
Manuel Gondra Pereira (Buenos Aires, 1º gennaio 1871 – Asunción, 8 marzo 1927) è stato un diplomatico e politico paraguaiano.
Fu presidente del Paraguay dal 25 novembre 1910 al 17 gennaio 1911.
Abbandonati gli studi di giurisprudenza, Gondra si occupò di giornalismo e insegnamento e nel 1908 aderì alla Liga de la Juventud Independiente come rappresentante dei liberali. Ministro plenipotenziario in Brasile (1905-1908), fu ministro degli Esteri (1908-1910) e il 25 novembre 1910 venne eletto presidente della Repubblica. Uomo di larghe vedute, non riuscì a compiere riforme e fu deposto da un golpe guidato dal colonnello Albino Jara (17 gennaio 1911).
Tornò ad occupare la carica il 15 agosto 1920, ma fu deposto da una rivolta il 29 ottobre 1921.